# غاودانة خور (مقاطعة دالاهو)
غاودانة خور (بالفارسية: گاودانه خور) هي قرية تقع في قسم حومة كرند الريفي (مقاطعة دالاهو) في إيران. يقدر عدد سكانها بـ 391 نسمة بحسب إحصاء 2016.